# Wilde Nächte – Leidenschaft ohne Tabus
Wildly Available ist ein US-amerikanischer Film des Regisseurs Michael Nolin aus dem Jahre 1996.

## Handlung
Der erfolgreiche Galerieinhaber Joe Goodman ist mit Rita verheiratet; sie haben eine gemeinsame Tochter (Rachel Crane). Auf einer Party lernt der trockene Alkoholiker die Domina Wendy kennen.
Zwischen den beiden entwickelt sich eine auf Femdom basierende Affäre. Obwohl Goodman seine Ehe immer stärker hinterfragt, Wendy zunehmend verfällt und diese sogar mit auf eine Geschäftsreise nimmt, will er weder seine Ehefrau noch seine Tochter im Teenageralter für sie verlassen. Als Wendy dies erkennt, macht sie deutlich, dass sie die Beziehung nur dann fortsetzen wird, wenn Goodman sich klar für sie entscheidet und seine Frau verlässt.

## Kritik
Das Lexikon des internationalen Films bezeichnete den Film als „gut gespieltes Dreiecksdrama“, dass „einige Längen“ aufweise.